# Museo civico di storia naturale (Carmagnola)
Il Museo Civico di Storia Naturale di Carmagnola è stato fondato nel 1973 ed aperto al pubblico nel 1976, ed è uno dei più importanti musei naturalistici piemontesi.

## Storia
Il museo, originariamente situato in piazza S. Agostino, ebbe come nucleo costitutivo alcuni reperti storici di Giacinto Carena e raccolte donate da Giovanni Boano (ornitologia), Gianfranco Curletti (mineralogia), Gianni Delmastro (ittiologia), e successivamente da Sergio Perrone (molluschi fossili pliocenici), Vittorio Peracino e Paolo Durio (mammiferi e uccelli), Pier Franco Cavazzuti e Domenico Gianasso (coleotteri), Mario Strani (lepidotteri tropicali).
Nel 1990 il museo venne trasferito nella sua sede attuale, situata nel parco della Cascina Vigna.
L'attività di espansione è in seguito continuata con l'acquisizione delle raccolte di Roberto Sindaco (erpetologia e teriologia), delle collezioni entomologiche di Sergio Rastelli, Roberto Pescarolo, Camillo Forte, Orlando Cantamessa, della raccolta di fossili pliocenici di Carlo Bosso e della collezione di lepidotteri di Walter Scarafiotti.
Il museo “dispone inoltre di erbari, una collezione aracnologica di 70 esemplari, una carcinologia di 100 pezzi, diorami (…) e di un plastico relativo ad aree limitrofe al territorio di Carmagnola”.
L'istituzione è inoltre dotata di una biblioteca specializzata (con un migliaio di testi, di cui si occupa Gianni Delmastro), e di un laboratorio scientifico per la preparazione degli animali.
Attualmente, il direttore del museo è Giovanni Boano.
Presso il Museo hanno sede il Gruppo Piemontese Studi Ornitologici (GPSO) e l'Associazione Naturalistica Piemontese (ANP).

## Sistemazione attuale
Le raccolte sono suddivise nelle seguenti sezioni:
- Collezione mammalogica, (700 esemplari);
- Collezione ornitologica, (615 esemplari);
- Collezione erpetologica, (412 esemplari di anfibi e 654 di rettili);
- Collezione paleontologica, (8.197 reperti);
- Collezione mineralogica, (150 campioni).[3]